# Катонго, Феликс
Фе́ликс Като́нго (англ. Felix Katongo; 18 апреля 1984, Муфулира, Замбия) — замбийский футболист, полузащитник клуба «Грин Баффалоз» и сборной Замбии.

## Карьера

### Клубная
Профессиональную карьеру начал в клубе низшего дивизиона замбийского чемпионата «Бутондо Уэстерн Тайгерс».
В 2001 году перешёл в клуб высшей лиги замбийского чемпионата «Форест Рейнджерс».
В 2002 году заключил контракт с клубом высшей лиги чемпионата Замбии «Грин Баффалоз», спонсируемым министерством обороны Замбии. Провёл в клубе 3 сезона.
В 2005 году переехал в ЮАР, заключив контракт с клубом высшей лиги чемпионата ЮАР «Джомо Космос». Закрепиться в составе ему не удалось и 2006 год провёл в составе предыдущего клуба.
В 2007 году заключил контракт с клубом высшей лиги чемпионата Анголы «Петру Атлетику».
В январе 2008 заключил контракт с французским клубом «Ренн», где на него очень надеются. Контракт заключён на 2,5 года. Стать игроком основного состава ему не удалось. Проведя за «Ренн-B» 8 игр и забив 2 гола, был отдан в аренду клубу «Шатору». Вернувшись летом в расположение «Ренна», получил статус свободного агента.
С июля 2009 года является игроком клуба премьер-лиги ЮАР «Мамелоди Сандаунз». Первую игру провёл 23 сентября, выйдя на замену в матче против «АмаЗулу». ЕДинственный свой гол в чемпионате забил 21 октября в ворота команды «Блумфонтейн Селтик». Всего провел 8 матчей, став в составе команды серебряным призёром чемпионата.
В июле 2010 года на правах свободного агента перешёл в команду «Аль-Иттихад», которая выиграла чемпионат Ливии. В составе команды участвовал в розыгрыше Кубка Конфедерации КАФ. В групповом этапе принес победу команде, забив единственный гол в матче против малийского клуба «Джолиба», а также забил один из четырёх голов команды в матче против нигерской команды «АСФАН». «Аль-Иттихад» занял в группе второе место и вышел в полуфинал, где по сумме двух встреч уступил будущему победителю — марокканскому клубу «ФЮС».
Сезон 2010/11 был не окончен из-за гражданской войны. После 15 игр «Аль-Иттихад» занимал первое место с отрывом от второго места в 6 очков.
Летом 2011 года был на просмотре в «Ашдоде» и «Маккаби», выступающих в высшей лиге чемпионата Израиля.
В сентябре 2011 года вернулся в клуб «Грин Баффалоз».

### В сборной
За сборную Замбии играет с 2004 года. Обладатель Кубка Союза южноафриканских футбольных ассоциаций 2006 года. Участник Кубка африканских наций 2006, 2008 и 2010 годов. Лучший результат — выход из группы с первого места в четвертьфинал в 2010 году.

## Достижения
- Серебряный призёр чемпионата ЮАР сезона 2009/2010
- Победитель КАН: 2012

## Личная жизнь
Младший брат Криса Катонго.